# بيل بر
بيل بر (بالإنجليزية: Bill Burr)‏ مواليد 10 يونيو 1968 في كانتون، ماساتشوستس، الولايات المتحدة، هو ستاند اب كوميديان وممثل أمريكي بدأ مسيرته الفنية عام 1992.

## وصلات خارجية
- بيل بر على موقع IMDb (الإنجليزية)
- بيل بر على موقع روتن توميتوز (الإنجليزية)
- بيل بر على موقع ألو سيني (الفرنسية)
- بيل بر على موقع ميوزك برينز (الإنجليزية)
- بيل بر على موقع أول موفي (الإنجليزية)
- بيل بر على موقع قاعدة بيانات الأفلام السويدية (السويدية)
- بيل بر على موقع ديسكوغز (الإنجليزية)
- بيل بر على موقع قاعدة بيانات الفيلم (الإنجليزية)

- الموقع الإلكتروني